# Carl Linnaeus
Carl Linnaeus (latinizirano Carolus Linnaeus; po prejemu plemištva kot ), švedski botanik, zdravnik in zoolog, * 23. maj 1707, Råshult, Smalandia, Švedska, † 10. januar 1778, Uppsala.
Linnaeus, ki ga nekateri imenujejo »oče taksonomije«, je opravil pionirsko delo pri znanstvenem poimenovanju rastlin z latinskimi imeni in velja za enega od začetnikov sodobne ekologije. Bil je sicer kompleksna osebnost z na videz nezdružljivimi lastnostmi - izredno pedanten, a pragmatičen sistematik z izjemnim darom za jezik, hkrati pa numerolog in v njegovih zadnjih letih tudi mistik. Po filozofski usmeritvi je bil esencialist; verjel je, da razvršča »bistva« oz. »esence« živih bitij, ki se izražajo skozi njihove lastnosti.

## Življenje
Rodil se je v majhni vasici v pokrajini Småland na južnem Švedskem. Njegov oče je bil prvi v družini, ki je prevzel trajni priimek. Odločil se je za latinizirano ime Linnaeus, po ogromni lipi, ki je rasla na njihovem posestvu (linn je starinska švedska beseda za lipo). Oče je želel, da bi sin postal duhovnik kot on in ga poslal na šolanje v Växjö, vendar Carla duhovščina ni zanimala. Navdušil se je za botaniko, kar je pritegnilo pozornost lokalnega zdravnika, ki je prepričal njegovega očeta, da ga pošlje študirat na Univerzo v Lundu. Tam je Linnaeus poskušal urediti zanemarjeni botanični vrt, a so mu zaradi njegovega stanja svetovali, da bo imel boljše pogoje na Univerzi v Uppsali. Zato je še istega leta šel študirat v Uppsalo.
V Uppsali je moral živeti zelo skromno, dokler ni spoznal uglednega znanstvenika Olofa Celsiusa, ki ga je navdušil s svojim botaničnim znanjem. Celsius je postal njegov mentor in mu preskrbel prehrano ter stanovanje. V tem času se je seznanil z delom Francoza Sébastiena Vaillanta o spolnih organih rastlin in napisal lastno razpravo o pomembnosti teh lastnosti za klasifikacijo. Ta je prepričala Olafa Rudbecka, profesorja botanike na univerzi, da mu je ponudil mesto pomočnika in tako je leta 1730 pričel predavati. Leta 1732 mu je Akademija znanosti v Uppsali financirala odpravo v švedski del Laponske, takrat še praktično neznano pokrajino. Floro območja je popisal v delu Florula Lapponica, v katerem je prvič uporabil novi sistem klasifikacije po spolnih znakih.
Leta 1735 se je preselil na Nizozemsko, kjer je na Univerzi v Harderwijku pridobil svoj edini akademski naziv - iz medicine. Tega leta je izšlo njegovo najbolj znano delo, Systema Naturae; prva izdaja je obsegala 11 strani. V naslednjih letih je veliko potoval; živel in študiral je v Amsterdamu, Londonu, Heemstedeju, Leidnu ter Parizu, kjer je spoznal mnogo vplivnih znanstvenikov in trgovcev. Ti so mu omogočili da je prišel do primerkov rastlin z različnih koncev sveta.
Leta 1738 je odšel nazaj na Švedsko. V Stockholmu je delal kot zdravnik in predavatelj, tri leta kasneje pa je bil izvoljen za profesorja v Uppsali. Za časa svojega bivanja v Stockholmu se je poročil s Saro Elisabeth Morea, ki jo je spoznal na odpravi pet let prej, in sodeloval pri ustanovitvi Kraljeve švedske akademije znanosti (Kungliga vetenskapsakademi). Položaj profesorja medicine v Uppsali je kmalu zamenjal za profesuro botanike. V 1740. letih je veliko potoval po Švedski in pridobival tudi primerke v korespondenci z znanci. Odkritja je objavljal v švedščini, da so bila dostopna tudi širšemu občinstvu. V zadnjih letih so ta poročila zaradi Linnejevega občutka za jezik pritegnila tudi pozornost literarnih zgodovinarjev; po mnenju nekaterih se Linne uvršča med največje švedske pisce 18. stoletja. Ko ni potoval, je razvijal svoj sistem in ga razširil na kraljestvi živali in mineralov.
Že za časa njegovega življenja je dobil Linnaeus ugled največjega naravoslovca na svetu. Na svoje delo je bil tudi sam zelo ponosen in je rad govoril »Deus creavit, Linnaeus disposuit« (Bog je ustvaril, Linne razvrstil). Takratni švedski kralj Adolf Frederick je Linneju leta 1757 podelil plemiški naziv. Ko ga je nekaj let kasneje potrdil kraljev osebni svetovalec, se je pričel Linnaeus podpisovati kot Carl von Linné (kasneje tudi samo Carl Linné). Njegov ugled je z leti samo še rasel.
Imel je sedem otrok, dva sta umrla v zgodnji mladosti. Samo njegov sin Carolus Linnaeus mlajši je lahko šel študirat in prav tako postal botanik ter ga nasledil na položaju profesorja botanike, a umrl pet let kasneje. Ideji, da bi šla katera od njegovih hčera študirat, je Linne močno nasprotoval, saj je hotel, da postanejo sposobne gospodinje. Nekoliko je popustil le, ko so pokazale zanimanje za botaniko. Zadnja leta življenja ga je mučilo šibko zdravje. Trpel je za protinom in zoboboli, pešati pa mu je začel tudi spomin. Po drugi kapi leta 1776 je bil hrom na eni strani. Umrl je dve leti kasneje med ceremonijo v mestni katedrali Uppsale, kjer je tudi pokopan.

## Delo
Najpomembnejše njegovo veliko delo Systema Naturae so za časa njegovega življenja ponatisnili kar dvanajstkrat (prva izdaja 1735). V tem delu je naravo razdelil v tri kraljestva: minerale, zeli in živali. Linnaeus je uporabljal pet ravni: razred, red, rod, vrsta in različica.
V delu Philosophia Botanica (1751) je zavrgel dolga opisna imena razredov, redov in dvobesedna rodovna imena, ki so jih uporabljali še njegovi neposredni predhodniki (Rivinus in Pitton de Tournefort), ter jih nadomestil z enobesednimi imeni. Rodove je opredelil s podrobnimi, a jedrnatimi diagnozami in zmanjšal številne različice vrst v njih ter s tem botaniko rešil pred kaosom, ki so ga povzročili hortikulturisti. Biološki rod je bil osrednji pojem njegove taksonomije in od Boga ustvarjeno »bistvo«, ki se izraža v obliki opazljive lastnosti skupine vrst. Pri tem je šel tako daleč, da je ignoriral izjeme, dokler so »očitno« spadale v neki rod. Zanašal se je večinoma na lastnosti spolnih organov (npr. rastlinskega cveta), ki so manj podvrženi spremembam zaradi okolja, v katerem organizem živi.
Linnaeus je začel vzporedni sistem poimenovanja vrst z nomina trivialia uporabljati v poznih 1740-ih. Nomen triviale, navadno ime, je bil eno- ali dvobeseden pridevek na robu strani ob večbesednem znanstvenem imenu. Edino pravilo, ki ga je Linnaeus uvedel zanj, je bilo, da mora biti kratek, v določenem rodu unikaten in da se ne sme spreminjati. Linnaeus je nomina trivialia dosledno uporabljal pri poimenovanju rastlinskih vrst v Species Plantarum (1. izdaja 1753) in pri poimenovanju živalskih vrst v 10. izdaji Systema Naturae (1758). Z dosledno uporabo teh vrstnih pridevkov je Linnaeus nomenklaturo ločil od taksonomije. Pri višjih taksonih je bil manj dosleden, saj jih je uporabljal izključno v praktične namene, kljub temu pa je bil njegov sistem petih hierarhičnih nivojev uporabnejši od dihotomnega razločevanja, ki so ga prakticirali njegovi predhodniki.
S svojo avtoriteto mu je uspelo doseči splošno sprejetje svojih metod, kar je povzročilo nesluten razmah taksonomskih raziskav v 18. in začetku 19. stoletja, celo na račun ostalih panog biologije.